# Блерио XI
Блерио XI је био једнокрилац и рађен у две верзије једносед и двосед. У њега су уграђивани разни мотори и нашао је широку примену у такмичењима и као авион за обуку пилота. Војну верзију овог авиона су купиле многе земље. Као извиђачки авион је служио у ратовима пре и за време Првог светског рата. Три ова авиона је 1912. године купила Краљевина Србија и већ 1913. године их користила у балканском и касније у Првом светском рату.
Овај авион је ушао у историју ваздухопловства тиме што је њиме Луј Блерио 25. јула 1909. направио први лет преко Ламанша.

## Пројектовање и развој
Луј Блерио пројектант и произвођач авиона је своју једанаистицу направио на бази успешног авиона осмице са којом је у јесен 1908. године прелетео раздаљину од 28 km од Турија до Артенеја. У међувремену је направио још два авиона један једнокрилац  (Блерио 9) а други двокрилац (Блерио 10) али њима није био задовољан. Највећи проблем је било непознавање основних принципа аеродинамике и непоузданост мотора. Аеродинамичке проблеме је решавао експериментишући, што је било веома опасно јер је Луј био и пробни пилот.
Да реши проблем са мотором Луј Блерио је ступио у контакт са Александром Анцинијем који је правио поуздане моторе за мотоцикле и од њега набавио мотор 3-о цилиндрични Anzani "W" распореда цилиндара снаге 19 kW који је уградио у свој авион и њиме прелетео Ламанш 25. јула 1909. године. Од тад почиње нагли развој авијације не самоу Фрацуској него у целом свету.
После овог успеха Луј Блерио је стекао светску славу и прокрчио себи пут ка професионалном авиоградитељу јер су поруџбине почеле да пристижу са свих страна света.
Блерио XI је одмах наишао на широку примену, прво је коришћен за обуку пилота, затим за демонстрационе летове и обарање светских рекорда, за преношење поште и војне потребе (за извиђање и корекцију артиљеријске ватре).

## Технички опис
Труп авиона Блерио XI је био у ствари решеткаста дрвена конструкција направљена од јасеновог дрвета, чија су поља била учвршћена жичаним затегама. У разним фазама развоја овог авиона труп или није облаган оплатом или је облаган платном а касније и алуминијумским лимом. Са предње стране дрвене конструкције трупа био је постављен носач мотора авиона направљен од заварених челичних елемената. Носач мотора је био прилагођен мотору који се уграђивао у авион. Иза мотора а испред пилота налазила су се два резервоара један за бензин а други за уље. Код авиона који су имали уграђене ротативне моторе, ти мотори су били заштићени лименом облогом. Изнад и испод трупа авиона су биле челичне конструкције у облику пирамиде које су служиле за постављање затезача крила и точкића преко којих су клизиле сајле управљачког механизма авиона.
У току века трајања овог авиона (развој + производња + експлоатација) на авион су уграђивани различити мотори почевши од 7-о цилиндични линијски R.E.P снаге 26 kW, 3-о цилиндрични Anzani „W” распореда цилиндара снаге 19 kW, 3-о цилиндрични Anzani „Y” распореда цилиндара снаге 22 kW, затим ротативни радијални мотори Gnome 37 kW са 7 цилиндара, Gnome 7B снаге 52 kW са 7 цилиндара, мотор Gnome 9 цилиндара и Le Rhone снаге 60 kW до мотора са дуплом звездом и 14 цилиндара Gnome Double Lambda снаге 100 kW. На мотор је била причвршћена од ораховог дрвета направљена двокрака вучна елиса фиксног корака, пречника 2 метра.
Труп авиона се завршавао репом на коме се налазило вертикално кормило правца. Кормило правца је било дрвене конструкције обложено платном а челичним сајлама је било повезано са управљачким механизмом. Висинско кормило се налазило испод трупа авиона на репном делу. Код првих варијанти авиона Блерио XI висинско кормило се састојало из три дела, централни део је био фиксан а на њега су била везана два покетна дела са леве и десне стране управљива из кабине пилота помоћу челичних ужади. Касније варијанте овог авиона су имале висинско кормило онако како се налази на савременим авионима (са крилцима).
Крило је било дрвене конструкције са две ремењаче које су повезивале дрвена ребра танког аеро профила крила. Предња ремењача је жичаним затезачима са горње стране била фиксирана за челичну пирамиду а са доње стране авиона за дрвену конструкцију трупа авиона. Задња рамењача, која је мањег попречног пресека од предње рамењаче и тиме омогућила већи савитљивост крила је била челичним сајлама везана за управљачки механизам авиона а управљање се остваривало савијањем дела крила авиона. Крила су била пресвучена импрегнираним платном. Крајеви крила су били заобљени.
Ради лакшег транспорта код каснијих варијанти овог авиона (нарочито војних верзија) могло се крило на веома лак начин раставити од трупа авиона.
Стајни трап авиона је био класичног типа са предња два точка као код бицикла а трећа ослона тачка је била дрвена дрљача постављена испод репног дела трупа. Точкови стајног органа су се налазили у виљушкама направљених од челичних цеви које су биле причвршћене за дрвене носаче трупа. Амортизација удара при слетању изведена је помоћу опруга. Код неких варијанти овог авиона се уместо дрљаче налазили дрвени клизачи у облику санки или је имао бициклистички точак.

### Ваијанте авиона Блерио XI
- Блерио XI Militaire - Војни једносед са мотором Gnome 50 KS (37 kW).
- Блерио XI Artillerie - Сличан војној верзији стом разликом што се може раставити на два дела ради транспорта.
- Блерио XI-2 - Стандардни тандем двосед за крстарење, извиђање и обуку са ротативним мотором Gnome 7B снаге 70 KS (52 kW).
- Блерио XI-2 bis - Двоседа верзија са седиштима једно поред другог, Димензије авиона дужина 8,32 m, размах крила 10,97 m
- Блерио XI-2 Хидроавион - Двоседи хидроавион размаха крила 11 m, покреће га мотор Le Rhone 80 KS (60 kW).
- Блерио XI-2 Artillerie - Војна варијанта двоседа покреће га мотор снаге 70 KS (52 kW) Gnome ротативни клипни звездасти мотор.
- Блерио XI-2 Génie - Војна верзија пројектована за лакши транспорт, може се раставити на више делова, састављање траје 25 минута.
- Блерио XI-2 BG - Двоседа верзија са високо постављеним крилом парасол модел.
- Блерио XI-3 - Троседа тандем верзија авиона, са мотором дупла звезда 14 цилиндара Gnome Double Lambda снаге 140 KS (100 kW). Размах крила 11,35 m, дужина 8,5 m.
- Блерио XI E1 - Једноседа верзија за обуку пилота.
- Блерио XI R1 Pinguin - Рулер авион за обуку пилота на земљи са скраћеним крилом, опремљен мотором Anzani снаге 35 KS (26 kW) или ислуженим моторима Gnome снаге 50 KS (37 kW).
- Блерио XI Thulin A - Лиценцно произведен авион Блерио XI у Шведској.

## Корисници
| - Аргентина - Аустралија - Белгија - Боливија - Бугарска - Чиле - Данска - Француска - Грчка - Гватемала - Италија | - Јапан - Мексико - Норвешка - Нови Зеланд - Румунија - Србија - Шведска - Швајцарска - Турска - Уједињено Краљевство - Уругвај |

## Оперативно коришћење
Одмах након прелетања канала Ламанш дошло је до нагле популаризације ваздухопловства уопште и настала је повећана потражња авиона. Авиони су коришћени пре свега за обуку пилота. Сам Луј Блерио је отворио неколико школа за обуку пилота у Француској у коју су долазили ученици не само из Европе него и из цлог света.
Друга област примене авиона је била спортско туристичка, а тећа авиони су коришћени за демонстрације, аеромитинге као циркуска атракција, и за обарање светских рекорда у ваздухопловству што је све више узимало маха тако да су се правили специјални авиони за ову намену. Са авионом Блерио XI су оборена три пута светски рекорд у брзини: први пут 24. августа 1909. са пилотом Луис Блериом од 74,318 km/h, други пут 29. октобра 1910. пилот Алфред Лебланк је постигао рекорд од 109,756 km/h и трећи пут исти пилот 12. јануара 1911. са брзином од 125,000 km/h.
Забележено је да је авион Блерио XI коришћен у Аустралији за пренос поште, пилот Maurice Guillaux је својим авионом 16. јула 1914. године пренео на линији Мелбурн-Сиднеј 2000 поштанских карти и одређен број писама, тај авион се данас чува у музеју ваздухопловства у Сиднеју.
Најмасовнија употреба авиона Блерио је била за војне потребе јер је већина војски препознала у авиону корисно вишенаменско средство. За авион Блерио била су везана имена многих познатих пилота као што су: Oskar Bider-први прелетео Алпе, Jean Conneau-прелетео руту Рим-Париз, Roland Garros-први летео на висини 5.000 м и остали.

## Коришћење авиона Блерио XI у Србији
Први авиони Блерио XI у Војску Краљевине Србије су уведени 27. децембра 1912 то су били авиони Блерио XI-2 Artillerie и Блерио XI-2 bis, трећи авион Блерио XI-2 је заплењен 16. новембра 1913. године од бугарске војске. Још два авиона Блерио XI-2 Génie су стигла из Француске априла месеца 1915. године.
Први борбени лет српског ваздухопловства авионом Блерио изведен је 29. априла 1912. године над Скадром где су овим авионом поручник Ж. Станковић и наредник М. Томић извиђали утврђене положаје турске војске за потребе црногорске војске и српске артиљерије код опсаде Скадра.
У току Првог светског рата Српска авијатика је узела активно учешће у ратним операцијама извиђајући положаје Аустроугарске војске преко Дрине, Саве и Дунава, летећи са аеродрома Ступничко поље код Лознице, Бањице код Београда, Пожаревца и осматрање бугарске територије са аеродрома Ниш и Страцин.
На авион Блерио XI са називом "Олуј" је уграђен један митраљез Шварцлозе 1915. године и то је био први наоружани авион у Српској авијатици. Овај авион је коришћен за извиђање Баната, ометање комуникација Аустроугарске војске а коришћен је и за заштиту српске територије од налета аустроугарских авиона, па је на тај начин постао први српски ловац у смислу тог времена.
Ови авиони су активно коришћени и у току велике офанциве 1915. године. Служили су за одржавање веза и преноса личних наређења са једног на други крај фронта, која је обављана са већ старим дотрајалим авионима. Један од ових авиона је уништен у току повлачења код Крушевца 1915. године, а други је ("Олуј") прелетео Албанију са пилотом Томићем и механичарем. Два рулера Блерио XI R1 Pinguin и Ecol, који су коришћени у пилотској школи у Пожаревцу тамо су и уништени 1915. године.